# Aire d'attraction de Banyuls-sur-Mer
L'aire d'attraction de Banyuls-sur-Mer est un zonage d'étude défini par l'Insee pour caractériser l’influence de la commune de Banyuls-sur-Mer sur les communes environnantes. Publiée en octobre 2020, elle se substitue à l'aire urbaine de Banyuls-sur-Mer, qui se composait d'une commune dans le zonage de 2010.

## Définition
L’aire d’attraction d'une ville est composée d’un pôle, défini à partir de critères de population et d’emploi ainsi que d’une couronne constituée des communes dont au moins 15 % des actifs travaillent dans le pôle. Le pôle d’attraction constitue ainsi un point de convergence des déplacements domicile-travail,.

## Type et composition
L’aire d'attraction de Banyuls-sur-Mer est une aire intra-départementale qui comporte 2 communes dans les Pyrénées-Orientales.
Elle est catégorisée dans les aires de moins de 50 000 habitants, une catégorie qui regroupe 16,6 % de la population d'Occitanie et 12,2 % au niveau national.

### Carte

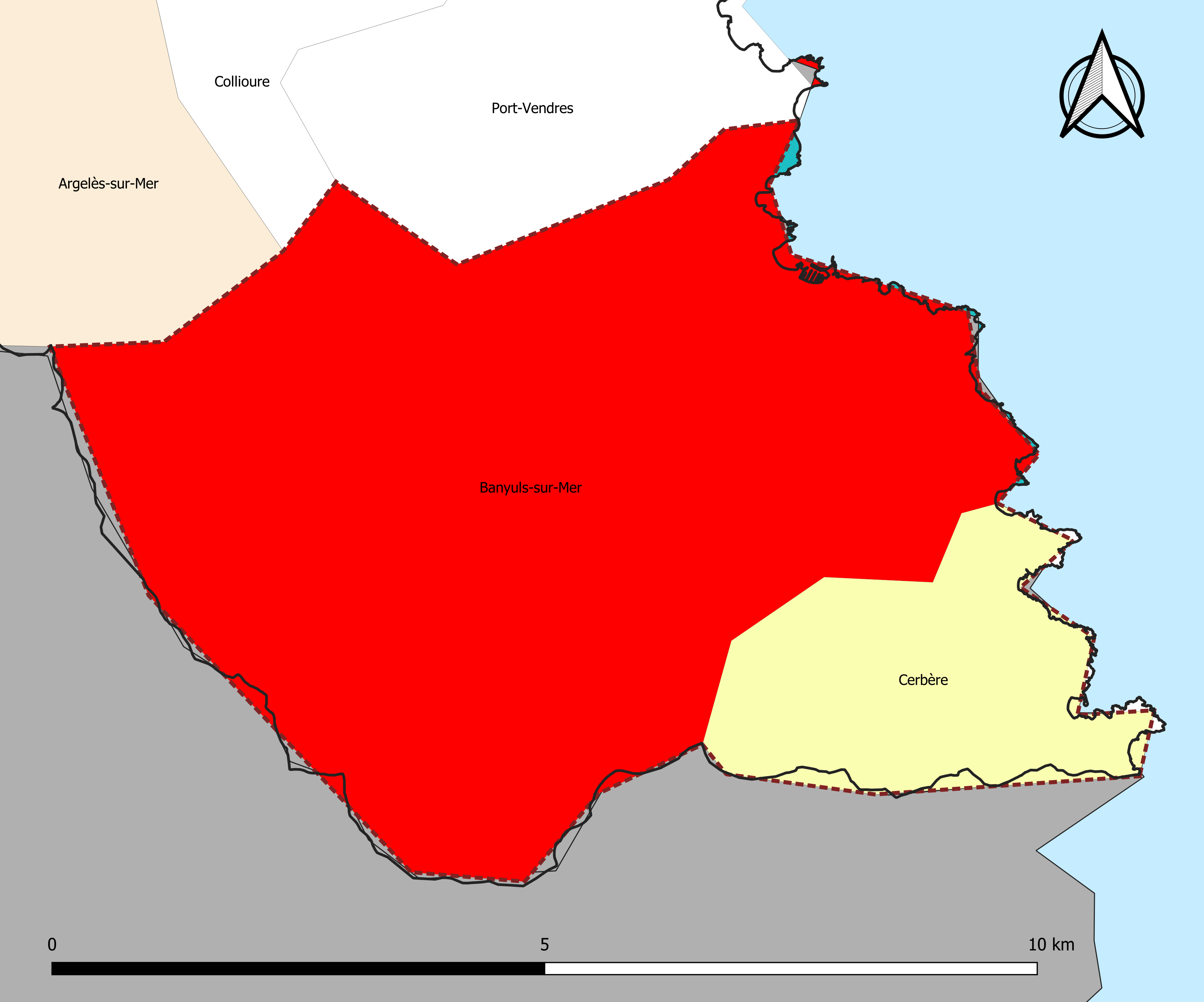
Carte de l'aire d'attraction de Banyuls-sur-Mer.
Commune-centre
Commune de la couronne

### Composition communale
| Nom                              | Code Insee | Département         | Statut                 | Superficie (km2) | Population (dernière pop. légale) | Densité (hab./km2) | Modifier                                    |
| -------------------------------- | ---------- | ------------------- | ---------------------- | ---------------- | --------------------------------- | ------------------ | ------------------------------------------- |
| Banyuls-sur-Mer (commune-centre) | 66016      | Pyrénées-Orientales | commune-centre         | 42,43            | 4 583 (2022)                      | 108                | modifier les données · modifier les données |
| Cerbère                          | 66048      | Pyrénées-Orientales | commune de la couronne | 8,18             | 1 213 (2022)                      | 148                | modifier les données · modifier les données |